# John Phillips (Geologe)

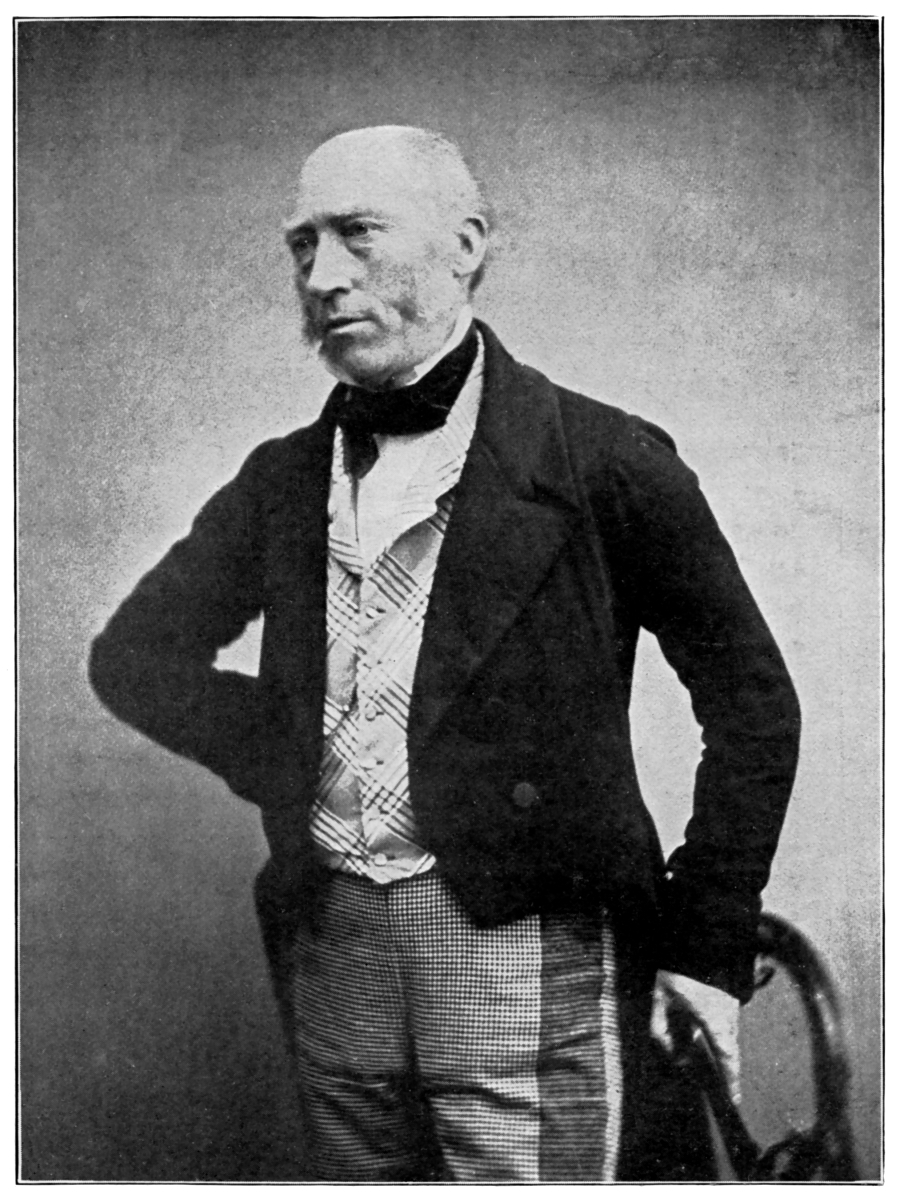
John Phillips

John Phillips (* 25. Dezember 1800 in Marden, Wiltshire; † 24. April 1874) war ein britischer Geologe.

## Leben
Sein Vater war Offizier und seine Mutter eine Schwester des berühmten Geologen William Smith, der ihn auch nach dem frühen Tod der Eltern (1807) zusammen mit dem (ebenfalls an Geologie interessierten) Geistlichen Benjamin Richards aufzog. Richards übernahm dabei die Unterrichtung von Phillips, bis dieser 15 Jahre alt war. Er begleitete Smith, der aber selbst finanzielle Probleme hatte und nicht zuletzt von Fossilienverkauf lebte, bei geologischen Kartierungen und Exkursionen. Nachdem er seinen Onkel 1824 zu Vorträgen nach Yorkshire begleitet hatte, erhielt er von dort Einladungen, lokale Sammlungen in Yorkshire zu ordnen und Vorträge über diese zu halten und zog nach York. 1826 wurde er Museumsleiter des Yorkshire Museum und Sekretär der Yorkshire Philosophical Society (sowie deren Zeichner). 1831 war er an der Gründung der British Association for the Advancement of Science in York beteiligt und war 1832 bis 1859 deren Assistant Secretary. Er hielt viele Vorträge in Yorkshire (wobei er die Hälfte der Einnahmen für Käufe von Exponaten benutzte), publizierte 1829 ein Buch über die Geologie von Yorkshire. 1834 wurde er auch Professor für Geologie am King’s College London, blieb aber Direktor des Yorkshire Museum, was er erst 1840 aufgab, als er Mitglied des Geological Survey of Great Britain wurde. 1844 wurde er Professor am Trinity College Dublin. 1853 wurde er Deputy Reader und 1856 Professor für Geologie an der Universität Oxford. 1853 bis 1870 war er außerdem Keeper des Ashmolean Museum. 1874 fiel er nach einem Diner im All Souls College die Treppe hinunter und starb am folgenden Tag. Er liegt in York begraben.
1841 veröffentlichte er die erste globale geologische Zeitskala basierend auf den im Gestein enthaltenen Fossilien, wobei er das Paläozoikum erheblich ausdehnte und neu ordnete und die bis heute bestehende charakteristische Dreiteilung mit den von ihm eingeführten Begriffen Paläozoikum, Mesozoikum und Känozoikum einführte. Phillips erkannte auch klar bedeutende Änderungen in den Fossilgruppen in den jeweiligen Zeitaltern, mit heute als Massenaussterben identifiziertem Rückgang an Artenvielfalt an den Übergängen.
1834 wurde er zum Fellow of the Royal Society gewählt. 1845 wurde er mit der Wollaston Medal der Geological Society of London ausgezeichnet. Er hatte Ehrendoktorate in Dublin, Cambridge und Oxford. Er war Präsident der Royal Geographical Society. 1858 bis 1860 war er Präsident der Geological Society und 1865 der British Association for the Advancement of Science.
In seiner Presidential Address als Präsident der Geological Society (gedruckt als Life on the earth: its origin and succession) griff er 1860 in Cambridge die Annahmen von Charles Darwin in dessen Origin of Species über das Alter der Erde an. Darwin kam – aus der Berechnung der Erosion eines Tals – auf 300 Millionen Jahre. Phillips kam auf rund 1 Milliarde Jahre, indem er den Aufbau geologischer Strukturen betrachtete (Sedimentation durch den Ganges). Gegenüber Darwin, der seine Evolutionstheorie nicht auf Fossil-Untersuchungen stützte, da er die Überlieferung für zu lückenhaft hielt, betonte Phillips die konservative Natur des Grundbauplans der Lebewesen. Er war kein Anhänger der Evolutionstheorie von Darwin.
Der Mondkrater Phillips und der Marskrater Phillips sind nach ihm benannt. Phillips selbst stellte auch astronomische Beobachtungen an, so vom Mars, als dieser 1862 in Opposition war. Er baute in York seine eigenen astronomischen und meteorologischen Instrumente, die im Museumsgarten standen. Ebenso ist er Namensgeber des Mount Phillips im ostantarktischen Viktorialand.

## Werke
- Illustrations of the Geology of Yorkshire (2 Teile, 1829 und 1836; 2. Auflage des ersten Teils 1835; 3. Auflage, herausgegeben von R. Etheridge, 1875)
- A Treatise on Geology (1837–1839)
- Report on the Geology of Cornwall, Devon, and West Somerset (1839)
- Memoirs of William Smith (1844)
- Figures and Descriptions of Palaeozoic Fossils of Cornwall, Devon, and West Somerset (1844)
- The Geological Survey of the Malvern Hills (1849)
- The Rivers, Mountains and Sea-Coast of Yorkshire (1853)
- Manual of Geology, Practical and Theoretical (1855)
- Life on the Earth: its Origin and Succession (1860)
- Vesuvius (1869)
- Geology of Oxford and the Valley of the Thames (1871)

Er schrieb Monographien über britische Belemniten (1865) und veröffentlichte 1847 eine geologische Karte von Großbritannien.